# Paul Torday
Paul Torday (1. august 1946 – 18. december 2013) var en britisk forfatter.
Bogen Laksefiskeri i Yemen blev i 2011 filmatiseret med blandt andre Ewan McGregor og Emily Blunt på rollelisten.

## Bøger på dansk
- Laksefiskeri i Yemen (Salmon Fishing in the Yemen), 2012